# Albert aus Versehen
Albert aus Versehen (Originaltitel: How to Build a Better Boy; deutsch: Wie man einen besseren Jungen baut) ist ein US-amerikanischer Fernsehfilm von Paul Hoen aus dem Jahr 2014 mit China Anne McClain und Kelli Berglund in den Hauptrollen. Der Disney Channel Original Movie feierte am 15. August 2014 auf dem US-amerikanischen Disney Channel Premiere.

## Handlung
Mae Hartley und Gabby Harrison sind superintelligente Zehntklässlerinnen und die besten Freundinnen. Da der Abschlussball naht, versucht Mae alles, um ihrem Schwarm Jaden nahe zu sein. Dadurch gerät sie mit der beliebten Nevaeh Barnes zusammen. Mae behauptet kurzerhand, bereits einen Freund zu haben. Gabby und Mae überlegen, wie sie dies hinbekommen können. Da hat Gabby die Idee, mit Hilfe der Computer-Software von Maes Vater James Hartley, der Videospiel-Charaktere entwirft, einen Freund zu „entwerfen“. Gabby schafft es, erfolgreich einen virtuellen Freund nach Maes Vorstellungen zu kreieren, und nennt ihn Albert. Jedoch kommt es zu Komplikationen, und Maes Bruder Bart ist bereit auszuhelfen, wenn er mit Gabby zum Ball gehen darf. Am nächsten Morgen taucht Albert tatsächlich in der Schule auf, und jedes Mädchen einschließlich Nevaeh wird auf Mae eifersüchtig. Albert zeigt bald, dass er schneller und weiter werfen kann als normale Menschen. Bart erzählt Gabby, dass sie einen Robotersoldaten erstellt hat und sich in das Pentagon gehackt habe. Dies führt dazu, dass General McFee davon ausgeht, dass der Robotersoldat von der Armee gestohlen wurde, da James einen Prototyp des Soldaten für seine Entwicklung der Videospiel-Charaktere benötigt hat.
Inzwischen zeigt Albert seine Gefühle für Mae, da er auf diese programmiert ist. Er fragt sie, ob sie mit ihm auf den Ball geht, was Mae schließlich mit Ja beantwortet. Allerdings führt dies dazu, dass sie sich von Gabby entfernt, die über den Verlust ihrer besten Freundin besorgt ist. Gabby versucht Mae zu zeigen, dass Albert nur ein Roboter ist, aber diese weigert sich, Gabby zu glauben. Albert versucht mit Erfolg, für das Fußball-Team vorzuspielen. Später beim Fußballspiel, bei dem Albert mit Mae auf der Tribüne sitzt, erhält er die Chance zum Spielen, als ein Mitspieler verletzt wird. Gabby nutzt dies, um Albert auszuschalten, aber Mae verhindert dies.
Die US-Armee-Soldaten, geführt von General McFee, kommen nach einem Stromausfall, welcher von drei russischen Kriminellen verursacht wurde, zum Spiel, um Albert zu fassen. Der Stromausfall sorgte bei Albert dafür, dass die Programmierung gelöscht wird. Albert, Gabby und Mae werden von der Regierung gefasst.

## Hintergrundinformationen
Im August 2013 kündigte der Disney Channel den Film an. Gedreht wurde an der North Toronto Collegiate Institute in Toronto, Kanada.
Für den Film nahmen die beiden Hauptdarsteller China Anne McClain und Kelli Berglund den Song Something Real gemeinsam auf. Der Song erschien am 29. Juli 2014 auf Radio Disney. Zwei Wochen später erschien Stand Out von Sabrina Carpenter.

## Synchronisation
Die deutsche Synchronisation fertigte die Synchronfirma SDI Media Germany GmbH in München unter der Dialogregie von Julia Haacke an.
| Rolle          | Darsteller         | Deutsche Sprecher       |
| -------------- | ------------------ | ----------------------- |
| Gabby Harrison | China Anne McClain | Felicitas Bauer         |
| Mae Hartley    | Kelli Berglund     | Katharina Iacobescu     |
| Albert Banks   | Marshall Williams  | Tobias Kern             |
| Jaden Stark    | Noah Centineo      | Max Felder              |
| Bart Hartley   | Matt Shively       | Tobias John von Freyend |
| Nevaeh Barnes  | Ashley Argota      |                         |
| James Hartley  | Roger Bart         | Walter von Hauff        |
| Marnie         | Sasha Clements     | Anna Ewelina            |
| General McFee  | Ron Lea            |                         |

## Veröffentlichung
Die Premiere auf dem US-amerikanischen Disney Channel verfolgten am 15. August 2014 4,56 Millionen Zuschauer. In Deutschland wurde der Film am 25. Januar 2015 auf Disney Cinemagic ausgestrahlt.